# Râul Șardu
Râul Șardu este un curs de apă, afluent al râului Valea Mare. 